# Search engine marketing
Il Search Engine Marketing (SEM), conosciuto anche come search marketing, è l’insieme delle attività di web marketing svolte per aumentare la visibilità e la rintracciabilità di un sito web con l'uso dei motori di ricerca. Oltre a mettere in pratica diverse strategie di web marketing, come ad esempio la differenziazione nei motori di ricerca, è finalizzato anche alla valutazione dei ritorni derivanti dalle singole azioni di marketing con l'utilizzo degli strumenti della web analysis.

## Descrizione

### Definizioni
Il Search Engine Marketing condivide con il marketing e il web marketing le definizioni che ad essi si riferiscono, in quanto l'unica variante rispetto a queste due discipline è rappresentata dal mezzo nel quale si opera.

### Ruolo
Il SEM rappresenta ad oggi una nicchia di competenza del web marketing manager che può assimilare le attività di search marketing a quelle di gestione delle relazioni coi clienti.
Le finalità delle attività di Search Engine Marketing coincidono con quelle del web marketing che ingloba le attività su questo mezzo sfruttandone alcune peculiarità, come la possibilità di rivolgersi ad un pubblico che esplicita direttamente i propri bisogni attraverso un'interrogazione diretta al motore.
Anche nel caso del Search Engine Marketing le finalità delle attività pianificate dipendono dalla necessità di raggiungere obiettivi definiti nel piano di marketing e dalla capacità di individuare ed implementare azioni adeguate sul canale motori.
Tra i principali obiettivi del search marketing possono essere elencati ad esempio:
- Benchmarking online - Studio dello scenario competitivo sui motori di ricerca (sia in termini di saturazione del canale che in termini qualitativi dei messaggi/contenuti proposti)
- Online branding - Incremento della notorietà di marca attraverso il presidio dei risultati dei motori di ricerca
- Brand monitoring - Monitoraggio del sentiment nei risultati dei motori di ricerca
- Database building - Alimentazione di un database per avviare ulteriori attività di marketing sfruttando il canale motore come porta di ingresso verso le iniziative promozionali
- Lead generation - Generazione di liste contatti altamente qualificati e motivati all'acquisto a partire dai risultati dei motori
- Vendita diretta - (E-commerce) attraverso i motori di ricerca e i comparatori prezzi (motori verticali)
- Online customer support - Assistenza clienti online (es. presentazione sui motori dei manuali d'uso dei prodotti commercializzati)

### Declinazioni del Search engine marketing
Le molteplici declinazioni del search engine marketing contribuiscono al raggiungimento degli obiettivi del piano di marketing; le principali possibili attività che prevedono l'utilizzo del canale motori sono:
- Search results monitoring - Monitoraggio dei risultati proposti per specifiche query
- Search Engine Optimization (SEO) - Ottimizzazione per i motori di ricerca
- Posizionamento sui motori di ricerca
- Campagne di link building e link baiting
- Search engine advertising (SEA) - Attività di gestione di campagne di link a pagamento su siti e portali che maggiormente consentono di raggiungere il target d'impresa (detta anche Keyword advertising)
- Landing page design - Creazione di pagine speciali per attività di search marketing
- Search engine PageRank
- Search engine intelligence - Verifica interessi dell'utenza dei motori per studi di mercato
- Sintext - Tecniche di scrittura sintetica ad alto contenuto evocativo utilizzate nel Keyword advertising oltre che nel SEM
- Differenziazione nei motori di ricerca

## Mercato
Nel 2007, gli inserzionisti statunitensi hanno speso 24,6 miliardi di dollari per il marketing sui motori di ricerca. Nel secondo trimestre del 2015, Google (73,7%) e la partnership Yahoo / Bing (26,3%) hanno rappresentato quasi il 100% della spesa per i motori di ricerca negli Stati Uniti. Nel 2006, SEM stava crescendo molto più velocemente della pubblicità tradizionale e persino di altri canali di marketing online. La gestione delle campagne di ricerca viene eseguita direttamente con il fornitore SEM o tramite un fornitore di strumenti SEM. Può anche venir fatta autonomamente o tramite un'agenzia pubblicitaria. A partire da ottobre 2016, Google guida il mercato globale dei motori di ricerca con una quota di mercato dell'89,3%. Bing è al secondo posto con una quota di mercato del 4,36%, Yahoo al terzo posto con una quota di mercato del 3,3% e il motore di ricerca cinese Baidu è quarto a livello globale con una quota di circa 0,68%.
Il marketing sui motori di ricerca è anche un metodo di analisi aziendale, che ha principalmente lo scopo di fornire informazioni utili alle organizzazioni per trovare opportunità di business e generare profitti. SEM può aiutare le organizzazioni a ottimizzare il loro marketing, raccogliere più pubblico e creare più clienti.

## Storia
Con l'aumento del numero di siti sul Web tra la metà e la fine degli anni '90, i motori di ricerca hanno iniziato a comparire per aiutare le persone a trovare rapidamente le informazioni. I motori di ricerca hanno sviluppato modelli di business per finanziare i loro servizi, come i programmi pay per click offerti da Open Text nel 1996 e poi Goto.com nel 1998. Goto.com ha successivamente cambiato nome in Overture nel 2001, è stato acquistato da Yahoo! nel 2003, e ora offre opportunità di ricerca a pagamento per gli inserzionisti tramite Yahoo! Search Marketing. Google ha anche iniziato a offrire annunci pubblicitari sulle pagine dei risultati di ricerca nel 2000 tramite il programma AdWords di Google. Nel 2007, i programmi pay-per-click si sono rivelati i principali produttori di denaro per i motori di ricerca. In un mercato dominato da Google, nel 2009 Yahoo! e Microsoft hanno annunciato l'intenzione di stringere un'alleanza. Yahoo! E Microsoft Search Alliance ha infine ricevuto l'approvazione dalle autorità di regolamentazione negli Stati Uniti e in Europa nel febbraio 2010.
I consulenti per l'ottimizzazione dei motori di ricerca hanno ampliato la loro offerta per aiutare le aziende a conoscere e utilizzare le opportunità pubblicitarie offerte dai motori di ricerca, e sono emerse nuove agenzie che si concentrano principalmente sul marketing e sulla pubblicità attraverso i motori di ricerca. Il termine "marketing per motori di ricerca" è stato reso popolare da Danny Sullivan nel 2001 per coprire lo spettro di attività coinvolte nell'esecuzione di SEO, nella gestione di elenchi a pagamento nei motori di ricerca, nell'invio di siti a directory e nello sviluppo di strategie di marketing online per aziende, organizzazioni e individui.

## Metodi e metriche
Il marketing sui motori di ricerca utilizza alcuni metodi e metriche per ottimizzare i siti web:
1. La ricerca e l'analisi delle parole chiave comportano tre "passaggi": garantire che il sito possa essere indicizzato nei motori di ricerca, trovare le parole chiave più pertinenti e popolari per il sito e i suoi prodotti e utilizzare quelle parole chiave sul sito in modo tale da generare e convertire traffico. Un effetto successivo dell'analisi delle parole chiave e della ricerca è l'impatto sulla percezione della ricerca. L'impatto sulla percezione della ricerca descrive l'impatto identificato dei risultati di ricerca di un marchio sulla percezione del consumatore, inclusi titolo e meta tag, indicizzazione del sito e focus sulle parole chiave. Poiché la ricerca online è spesso il primo passo per potenziali consumatori / clienti, l'impatto della percezione della ricerca determina l'impressione del marchio per ogni individuo.
2. La saturazione e la popolarità di un sito web, ovvero quanta presenza ha un sito web sui motori di ricerca, possono essere analizzate attraverso il numero di pagine del sito indicizzate dai motori di ricerca (saturazione) e quanti backlink ha il sito (popolarità). Richiede che le pagine contengano le parole chiave che le persone stanno cercando e assicurino che si posizionino abbastanza in alto nelle classifiche dei motori di ricerca. La maggior parte dei motori di ricerca include una qualche forma di popolarità dei link nei propri algoritmi di ranking. Di seguito sono riportati i principali strumenti che misurano vari aspetti della saturazione e della popolarità del collegamento: popolarità del collegamento, analisi Google Top 10 e popolarità del collegamento di Marketleap e saturazione dei motori di ricerca.
3. Gli strumenti di back-end, inclusi gli strumenti di analisi Web e gli strumenti di convalida HTML, forniscono dati su un sito Web e sui suoi visitatori e consentono di misurare il successo di un sito Web. Si va da semplici contatori di traffico a strumenti che funzionano con i file di registro e a strumenti più sofisticati che si basano sul tagging delle pagine (inserendo JavaScript o un'immagine su una pagina per tenere traccia delle azioni). Questi strumenti possono fornire informazioni relative alla conversione. I validatori controllano le parti invisibili dei siti Web, evidenziando potenziali problemi e molti problemi di usabilità e assicurando che i siti Web soddisfino gli standard del codice W3C. Prova a utilizzare più di un validatore HTML o simulatore di spider perché ognuno testa, evidenzia e riporta aspetti leggermente diversi del tuo sito web.
4. Gli strumenti Whois rivelano i proprietari di vari siti Web e possono fornire preziose informazioni relative a problemi di copyright e marchi.
5. Controllo siti web ottimizzato per Google: questo test analizzerà un URL e segnalerà se la pagina ha un design ottimizzato per i dispositivi mobili[13].

Il marketing sui motori di ricerca è un modo per creare e modificare un sito Web in modo che i motori di ricerca lo classifichino più in alto rispetto ad altre pagine. Dovrebbe anche essere incentrato sul marketing delle parole chiave o sulla pubblicità pay-per-click (PPC). La tecnologia consente agli inserzionisti di fare offerte per parole chiave o frasi specifiche e garantisce che gli annunci vengano visualizzati con i risultati dei motori di ricerca.
Con lo sviluppo di questo sistema, il prezzo sta crescendo sotto un alto livello di concorrenza. Molti inserzionisti preferiscono espandere le loro attività, incluso l'aumento dei motori di ricerca e l'aggiunta di più parole chiave. Più gli inserzionisti sono disposti a pagare per i clic, maggiore è il posizionamento della pubblicità, che porta a un maggiore traffico. PPC ha un costo. È probabile che la posizione più alta costerà $ 5 per una determinata parola chiave e $ 4,50 per una terza posizione. Un terzo inserzionista guadagna il 10% in meno rispetto al primo inserzionista riducendo il traffico del 50%.
Gli investitori devono considerare il ritorno sull'investimento quando si impegnano in campagne PPC. L'acquisto di traffico tramite PPC fornirà un ROI positivo quando il costo per clic totale per una singola conversione rimane al di sotto del margine di profitto. In questo modo la quantità di denaro speso per generare entrate è inferiore alle entrate effettive generate.
Ci sono molte ragioni che spiegano perché gli inserzionisti scelgono la strategia SEM. Innanzitutto, creare un account SEM è facile e può generare traffico rapidamente in base al grado di concorrenza. L'acquirente che utilizza il motore di ricerca per trovare informazioni tende a fidarsi e concentrarsi sui link mostrati nelle pagine dei risultati. Tuttavia, un gran numero di venditori online non acquista l'ottimizzazione per i motori di ricerca per ottenere elenchi di risultati di ricerca più elevati, ma preferisce i collegamenti a pagamento. Un numero crescente di editori online consente ai motori di ricerca come Google di eseguire la scansione dei contenuti sulle proprie pagine e di inserirvi annunci pertinenti. Dal punto di vista di un venditore online, questa è un'estensione del regolamento di pagamento e un ulteriore incentivo a investire in progetti pubblicitari a pagamento. Pertanto, è praticamente impossibile per gli inserzionisti con budget limitati mantenere le classifiche più alte nel mercato della ricerca sempre più competitivo.
Il marketing dei motori di ricerca di Google è uno dei leader del marketing del mondo occidentale, mentre il marketing dei motori di ricerca è la sua più grande fonte di profitto. I fornitori di motori di ricerca di Google sono chiaramente davanti alla rete Yahoo e Bing. La visualizzazione dei risultati di ricerca sconosciuti è gratuita, mentre gli inserzionisti sono disposti a pagare per ogni clic dell'annuncio nei risultati di ricerca sponsorizzati.

## Inclusione a pagamento
L'inclusione a pagamento implica che una società di motori di ricerca addebiti commissioni per l'inclusione di un sito Web nelle pagine dei risultati. Conosciuti anche come elenchi sponsorizzati, i prodotti di inclusione a pagamento sono forniti dalla maggior parte delle società di motori di ricerca nell'area dei risultati principali o come area pubblicitaria identificata separatamente.
La struttura tariffaria è sia un filtro contro gli invii superflui sia un generatore di entrate. In genere, la quota copre un abbonamento annuale a una pagina Web, che verrà automaticamente catalogata su base regolare. Tuttavia, alcune aziende stanno sperimentando strutture tariffarie non basate su abbonamento in cui le inserzioni acquistate vengono visualizzate in modo permanente. Potrebbe anche essere applicata una tariffa per clic. Ogni motore di ricerca è diverso. Alcuni siti consentono solo l'inclusione a pagamento, sebbene abbiano avuto scarso successo. Più frequentemente, molti motori di ricerca, come Yahoo!, combina l'inclusione a pagamento (tariffa per pagina e per clic) con i risultati della scansione web. Altri, come Google (e dal 2006 Ask.com), non lasciare che i webmaster paghino per essere inseriti nel loro elenco dei motori di ricerca (gli annunci vengono visualizzati separatamente ed etichettati come tali).
Alcuni detrattori dell'inclusione a pagamento affermano che fa sì che le ricerche restituiscano risultati basati più sulla posizione economica degli interessi di un sito web e meno sulla pertinenza di quel sito per gli utenti finali.
Spesso il confine tra pubblicità pay per click e inclusione a pagamento è discutibile. Alcuni hanno fatto pressioni affinché qualsiasi inserzione a pagamento fosse etichettata come pubblicità, mentre i difensori insistono sul fatto che non sono effettivamente annunci pubblicitari poiché i webmaster non controllano il contenuto dell'annuncio, il suo posizionamento o anche se viene mostrato agli utenti. Un altro vantaggio dell'inclusione a pagamento è che consente ai proprietari dei siti di specificare pianificazioni particolari per la scansione delle pagine. Nel caso generale, non si ha alcun controllo su quando la propria pagina verrà sottoposta a scansione o aggiunta all'indice di un motore di ricerca. L'inclusione a pagamento si rivela particolarmente utile nei casi in cui le pagine vengono generate dinamicamente e modificate frequentemente.
L'inclusione a pagamento è un metodo di marketing per i motori di ricerca in sé, ma anche uno strumento di ottimizzazione dei motori di ricerca poiché esperti e aziende possono testare diversi approcci per migliorare il posizionamento e vedere i risultati spesso entro un paio di giorni, invece di aspettare settimane o mesi. Le conoscenze acquisite in questo modo possono essere utilizzate per ottimizzare altre pagine web, senza pagare la società del motore di ricerca.

## Confronto con SEO
SEM è la disciplina più ampia che incorpora la SEO (Search Engine Optimization). SEM include sia risultati di ricerca a pagamento (utilizzando strumenti come Google Adwords o Bing Ads, precedentemente noto come Microsoft adCenter) sia risultati di ricerca organici (SEO). SEM utilizza pubblicità a pagamento con AdWords o Bing Ads, pay per click (particolarmente vantaggioso per i fornitori locali in quanto consente ai potenziali consumatori di contattare direttamente un'azienda con un clic), invio di articoli, pubblicità e assicurarsi che la SEO sia stata eseguita. Viene eseguita un'analisi delle parole chiave sia per SEO che per SEM, ma non necessariamente contemporaneamente. SEM e SEO devono essere monitorati e aggiornati frequentemente per riflettere le migliori pratiche in evoluzione.
In alcuni contesti, il termine SEM viene utilizzato esclusivamente per indicare pubblicità pay per click, in particolare nelle pubblicità e marketing comunità commerciali che hanno un interesse acquisito in questa definizione ristretta. Tale utilizzo esclude la più ampia comunità di marketing di ricerca che è impegnata in altre forme di SEM come l'ottimizzazione dei motori di ricerca e il retargeting della ricerca.
La creazione del collegamento tra SEO e PPC rappresenta parte integrante del concetto SEM. A volte, specialmente quando team separati lavorano su SEO e PPC e gli sforzi non sono sincronizzati, i risultati positivi dell'allineamento delle loro strategie possono andare persi. Lo scopo sia del SEO che del PPC è massimizzare la visibilità nella ricerca e, quindi, le loro azioni per raggiungerlo dovrebbero essere coordinate centralmente. Entrambi i team possono trarre vantaggio dalla definizione di obiettivi condivisi e metriche combinate, valutando i dati insieme per determinare la strategia futura o discutere quale degli strumenti funziona meglio per ottenere il traffico per le parole chiave selezionate nei risultati di ricerca nazionali e locali. Grazie a ciò, la visibilità della ricerca può essere aumentata insieme all'ottimizzazione sia delle conversioni che dei costi.
Un'altra parte del SEM è il social media marketing (SMM). SMM è un tipo di marketing che implica lo sfruttamento dei social media per influenzare i consumatori sul valore dei prodotti e / o servizi di un'azienda. Alcuni degli ultimi progressi teorici includono la gestione del marketing sui motori di ricerca (SEMM). SEMM si riferisce ad attività tra cui la SEO, ma si concentra sulla gestione del ritorno sull'investimento (ROI) anziché sulla costruzione del traffico rilevante (come nel caso della SEO tradizionale). SEMM integra anche la SEO organica, cercando di raggiungere il massimo posizionamento senza utilizzare mezzi a pagamento per ottenerlo e pay per click SEO. Ad esempio, parte dell'attenzione viene posta sul design del layout della pagina web e sul modo in cui i contenuti e le informazioni vengono visualizzati al visitatore del sito web. SEO e SEM sono due pilastri di un lavoro di marketing ed entrambi corrono fianco a fianco per produrre risultati molto migliori rispetto al concentrarsi su un solo pilastro.

## Domande etiche
La pubblicità di ricerca a pagamento non è stata oggetto di controversia e la questione di come i motori di ricerca presentano la pubblicità sulle loro pagine dei risultati di ricerca è stata l'obiettivo di una serie di studi e rapporti di Consumer Reports WebWatch. La Federal Trade Commission (FTC) ha anche emesso una lettera nel 2002 sull'importanza della divulgazione di pubblicità a pagamento sui motori di ricerca, in risposta a una denuncia di Commercial Alert, un gruppo di difesa dei consumatori legato a Ralph Nader.
Un'altra controversia etica associata al marketing di ricerca è stata la questione della violazione del marchio. Il dibattito sulla possibilità o meno che terzi debbano avere il diritto di fare offerte per i marchi dei loro concorrenti è in corso da anni. Nel 2009 Google ha cambiato la propria politica, che in precedenza vietava queste tattiche, consentendo a terze parti di fare offerte su termini correlati al marchio purché la loro pagina di destinazione fornisca effettivamente informazioni sul termine del marchio. Sebbene la politica sia stata modificata, questo continua ad essere fonte di accesi dibattiti.
Il 24 aprile 2012, molti hanno iniziato a vedere che Google ha iniziato a penalizzare le aziende che acquistano link allo scopo di spacciarsi per il rango. L'aggiornamento di Google si chiamava Penguin. Da allora, Google ha implementato diversi aggiornamenti di Penguin / Panda. SEM, tuttavia, non ha nulla a che fare con l'acquisto di link e si concentra sulla gestione organica di SEO e PPC. A partire dal 20 ottobre 2014, Google aveva rilasciato tre revisioni ufficiali del loro aggiornamento Penguin.
Nel 2013, la Decima Corte d'Appello del Circuito ha dichiarato in Lens.com, Inc. v. 1-800 Contacts, Inc. che il venditore online di lenti a contatto Lens.com non ha commesso una violazione del marchio quando ha acquistato annunci di ricerca utilizzando il concorrente 1-800 Contatti marchio registrato a livello federale 1800 CONTATTI come parola chiave. Nell'agosto 2016, la Federal Trade Commission ha presentato un reclamo amministrativo contro 1-800 contatti sostenendo, tra le altre cose, che le sue pratiche di applicazione dei marchi nello spazio di marketing dei motori di ricerca hanno irragionevolmente limitato la concorrenza in violazione della legge FTC. 1-800 Contacts ha negato ogni illecito ed è comparso davanti a un giudice di diritto amministrativo della FTC nell'aprile 2017.

## Esempi
Google ADS (in passato si chiamava AdWords) è riconosciuto come uno strumento pubblicitario basato sul Web poiché adotta parole chiave che possono fornire annunci esplicitamente agli utenti Web che cercano informazioni in relazione a un determinato prodotto o servizio. È flessibile e fornisce opzioni personalizzabili come estensioni annuncio, accesso a siti non di ricerca, sfruttando la rete display per aumentare la consapevolezza del marchio. Il progetto dipende dal costo per clic(CPC) prezzo in cui è possibile scegliere il costo massimo giornaliero per la campagna, quindi il pagamento del servizio si applica solo se l'annuncio è stato cliccato. Le aziende SEM hanno intrapreso progetti su Google ADS come un modo per pubblicizzare i loro servizi SEM e SEO. Uno degli approcci di maggior successo alla strategia di questo progetto è stato quello di concentrarsi sull'assicurarsi che i fondi pubblicitari PPC fossero investiti in modo prudente. Inoltre, le società SEM hanno descritto AdWords come uno strumento pratico per aumentare i guadagni di investimento di un consumatore sulla pubblicità su Internet. L'uso del monitoraggio delle conversioni e di Google Analyticsgli strumenti sono stati considerati pratici per presentare ai clienti le prestazioni della loro tela dal clic alla conversione. Il progetto Google ADS ha consentito alle aziende SEM di formare i propri clienti sull'utensile e offre prestazioni migliori alla tela. L'assistenza di Google ADS canvass potrebbe contribuire alla crescita del traffico web per un certo numero di siti web dei suoi consumatori, fino al 250% in soli nove mesi.
Un altro modo in cui viene gestito il marketing sui motori di ricerca è la pubblicità contestuale. Qui gli operatori di marketing inseriscono annunci su altri siti o portali che trasportano informazioni rilevanti per i loro prodotti in modo che gli annunci entrino nel cerchio visivo dei browser che cercano informazioni da quei siti. Un piano SEM di successo è l'approccio per catturare le relazioni tra ricercatori di informazioni, aziende e motori di ricerca. I motori di ricerca non erano importanti per alcuni settori in passato, ma negli ultimi anni l'uso dei motori di ricerca per accedere alle informazioni è diventato fondamentale per aumentare le opportunità di business. L'uso di strumenti strategici SEM per aziende come il turismo può attirare potenziali consumatori a visualizzare i loro prodotti, ma potrebbe anche porre varie sfide. Queste sfide potrebbero essere la concorrenza che le aziende devono affrontare nel proprio settore e altre fonti di informazione che potrebbero attirare l'attenzione dei consumatori online. Per aiutare a combattere le sfide, l'obiettivo principale per le aziende che applicano SEM è quello di migliorare e mantenere il loro posizionamento il più alto possibile nelle SERP in modo che possano ottenere visibilità. Pertanto, i motori di ricerca stanno adattando e sviluppando algoritmi e criteri di cambiamento in base ai quali le pagine web vengono classificate in sequenza per combattere l'uso improprio dei motori di ricerca e lo spamming e per fornire le informazioni più pertinenti agli utenti. Ciò potrebbe migliorare la relazione tra ricercatori di informazioni, aziende e motori di ricerca comprendendo le strategie di marketing per attrarre affari